# 渡辺善太郎
渡辺 善太郎（わたなべ ぜんたろう、1963年8月9日 - 2021年7月22日）は、日本の音楽家、音楽プロデューサー、ソングライター、編曲家。岡山県倉敷市出身。レインボーエンタテインメント所属。

## 経歴
- 1986年10月 - 辻睦詞、中武敬文と共に『詩人の血』を結成。
- 1994年3月 - ユニット名を「詩人の血」から『oh! penelope』に改名し、辻睦詞と共に再スタート。
- 1997年6月 - Oh!Penelope活動停止。以後、様々なアーティストへの楽曲提供、編曲、プロデュースといった活動を始める。
- 2000年4月 - atami名義での活動を始める。
- 2021年7月22日午前、膵臓がんのため、死去[1][2][3]。57歳没。
- 2022年7月22日、エイベックスのディレクターであり、長年のコラボレーターである岡田康弘が、渡辺のコンピューター内に遺されていたデモから事務所の社長・スタッフの協力のもと、一周忌にatamiのオリジナル・アルバム『danran』を20年振りにリリース[4][5]。

## ディスコグラフィ
ソロ活動は、本名でリリースされたサウンドトラック作品を除き、「atami」名義でリリースされている。

### シングル
| №   | 発売日        | タイトル                                | 販売形態 | 規格品番   |
| --- | ------------- | --------------------------------------- | -------- | ---------- |
| 1st | 2000年3月31日 | NIGHTINGALE feat. bice                  | 8cmCD    | RRCD-85223 |
| 1st | 2000年4月19日 | NIGHTINGALE feat. bice                  | 12cmCD   | AVCD-30087 |
| 1st | 2000年4月26日 | NIGHTINGALE feat. bice                  | アナログ | RR12-85153 |
| 2nd | 2000年7月26日 | 八月 feat. ハトリミホ (from cibo matto) | 12cmCD   | AVCD-30105 |
| 3rd | 2001年1月31日 | MICA feat. Chara                        | 12cmCD   | AVCD-30196 |
| 4th | 2002年2月27日 | Under The Sun feat. BONNIE PINK         | 12cmCD   | CTCR-40096 |

### アルバム

#### オリジナル・アルバム
| №   | 発売日        | タイトル | 販売形態               | 規格品番               |
| --- | ------------- | -------- | ---------------------- | ---------------------- |
| 1st | 2001年2月15日 | ATAMI    | CD                     | AVCD-11851             |
| 1st | 2017年7月19日 | ATAMI    | LP                     | AQJ1-77309             |
| 2nd | 2002年3月27日 | doppler  | CD                     | CTCR-18036             |
| EP  | 2022年7月22日 | danran   | デジタル・ダウンロード | デジタル・ダウンロード |

#### ベスト・アルバム
| №   | 発売日        | タイトル  | 販売形態 | 規格品番   |
| --- | ------------- | --------- | -------- | ---------- |
| 1st | 2003年5月14日 | atamibest | CCCD     | CTCR-18058 |

#### オリジナル・サウンドトラック
| №   | 発売日         | タイトル                                                                            | 販売形態 | 規格品番   | 備考                       |
| --- | -------------- | ----------------------------------------------------------------------------------- | -------- | ---------- | -------------------------- |
| 1st | 2002年3月20日  | Laundry オリジナル･サウンド･トラック                                                | CD       | CTCR-18037 | 映画『Laundry』より        |
| 2nd | 2009年3月25日  | 今度の日曜日に オリジナル・サウンドトラック                                         | CD       | GNCL-1202  | 映画『今度の日曜日に』より |
| 3rd | 2009年5月20日  | a circus troupe ～Gravity's Clowns: Music from and inspired by the motion picture～ | CD       | TFCC-86301 | 映画『重力ピエロ』より     |
| 4th | 2012年12月21日 | はつ恋 オリジナル･サウンドトラック ～音楽･渡辺善太郎～                              | CD       | NSCA-15117 | テレビドラマ『はつ恋』より |

### 参加作品
| 発売日         | 商品名                                          | 楽曲 | 備考                                     |
| -------------- | ----------------------------------------------- | --- | ---------------------------------------- |
| 2001年7月26日  | リモココロン レターセット付属サウンドトラックCD | 「テーマ」 「指さしタイガーズ」 | PSP2用ゲームソフト『リモココロン』提供曲 |
| 2009年11月18日 | 天使の恋 オリジナル・サウンドトラック           | 「My Rainy Days」 「Wish part2」 「Believe in」 「Innocent」 「Memories」 「Wish」 「Far away」                                                   | 映画『天使の恋』提供曲                   |
| 2014年4月23日  | 凪のあすから オリジナル サウンドトラック 1      | 「Blue Water」 「波の綾」 「あまつかぜ」 「月に磨く」 「どこまでも深く」 「できるかな」 「ロザ･ムーナ」 「祈り」 「すりぬける心」 「Marine Snow」 | テレビアニメ『凪のあすから』提供曲       |
| 2014年6月25日  | 凪のあすから オリジナル サウンドトラック 2      | 「無垢」 「不器用に輝く」 「なごみ風」 「Ocean's Step」                                                                                           | テレビアニメ『凪のあすから』提供曲       |

## 音楽作品

### 映画
- Laundry（2001年、監督：森淳一）
楽曲、主題歌担当。主題歌はatami feat. BONNIE PINK「Under the sun」
- 今度の日曜日に（2009年、監督：けんもち聡）
楽曲担当。
- 重力ピエロ（2009年、監督：森淳一）
楽曲担当。

### ゲームソフト
- DEPTH（1996年、PlayStation、開発：オーパス・スタジオ）
- BEAT PLANET MUSIC（2000年、PlayStation、SCEI）
サウンドクリエイター担当
- リモココロン（2001年、PlayStation 2、SCEI）

### テレビ番組
- CYBER MEME（サイバーミーム）（1991年 - 1992年、TVK）

### テレビドラマ
- はつ恋（2012年、NHKドラマ10）

### テレビアニメ
- 凪のあすから（2014年）

## 楽曲提供一覧
| 時期   | 曲名 | アーティスト             | 提供内容             | 備考                                                                                |
| ------ | --- | ------------------------ | -------------------- | ----------------------------------------------------------------------------------- |
| 1994年 | 「Art School」 | 寺岡呼人                 | 編曲                 | アルバム『RHAPSODY』収録曲                                                          |
| 1994年 | 「あたしなんで抱きしめたいんだろう?」 | CHARA                    | 編曲                 | アルバム『Happy Toy』収録曲                                                         |
| 1994年 | 「Happy Toy」 | CHARA                    | 共作曲・編曲         | アルバム『Happy Toy』収録曲                                                         |
| 1996年 | 「あなたしか見えない」 | Letit go                 | 作曲                 | アルバム『Beat'n Lips #1』収録曲                                                    |
| 1997年 | 「恋のウイルス」 | 渡瀬マキ                 | 作曲                 | アルバム『double berry』収録曲                                                      |
| 1997年 | 「やさしい気持ち」 | CHARA                    | 作曲・編曲           | 14枚目のシングル                                                                    |
| 1997年 | 「Concorde」 | 猫沢エミ                 | 作曲・編曲           | 3枚目のシングル「Traffic-Strawberry-Jam」のカップリング曲                           |
| 1997年 | 「The End Of The World」 「Used Kinoko」 | 猫沢エミ                 | 作曲・編曲           | アルバム『Chelsea Girl』収録曲                                                      |
| 1997年 | 「きらいにならないで」 「ALASKAの恋」 「Kiss Mark」 「Seek It!」 「Bath Room」 「青い虫」 「Rontgen」                                                                                               | 猫沢エミ                 | 編曲                 | アルバム『Chelsea Girl』収録曲                                                      |
| 1997年 | 「バロット」 | 猫沢エミ                 | 作曲・編曲           | 4枚目のシングル                                                                     |
| 1997年 | 「恋はリボ払い」 「NO LOVE SONG」 | 猫沢エミ                 | 編曲                 | 4枚目のシングルのカップリング曲                                                     |
| 1997年 | 「Innocence」 | 瀬田宗次郎（日高のり子） | 作曲・編曲           | テレビアニメ『るろうに剣心 -明治剣客浪漫譚-』キャラクターソング                     |
| 1997年 | 「I GO TO SLEEP」 「nude boy」 | THE ZIP GUNS             | 編曲                 |                                                                                     |
| 1997年 | 「愛でしなさい」 | ひふみかおり             | 編曲                 | 4枚目のシングル                                                                     |
| 1997年 | 「Carnival」 | 宝生舞                   | 作曲・編曲           | 2枚目のシングル                                                                     |
| 1997年 | 「Hell or Heaven」 | 宝生舞                   | 作曲・編曲           | 2枚目のシングルのカップリング曲                                                     |
| 1998年 | 「ナミダマデ」 「星を見て気づいたこと」 | 加藤紀子                 | 編曲                 | アルバム『souvenir』収録曲                                                          |
| 1998年 | 「裸のまま」 | ひふみかおり             | 編曲                 | 5枚目のシングル                                                                     |
| 1998年 | 「愛すべき場所」 | ひふみかおり             | 作曲・編曲           | 5枚目のシングルのカップリング曲                                                     |
| 1998年 | 「mothers」 | ひふみかおり             | 編曲                 | アルバム『ガーベラの丘』収録曲                                                      |
| 1998年 | 「抱いて」 | 石井竜也                 | 編曲                 | アルバム『H』収録曲                                                                 |
| 1998年 | 「花びら」 | 松崎ナオ                 | 編曲                 | デビューシングル                                                                    |
| 1998年 | 「春の中で」 「春夏秋冬」 | 松崎ナオ                 | 作曲・編曲           | デビューシングルのカップリング曲                                                    |
| 1998年 | 「白いよ。」 「平坦な戦場」 「tears」 「かぜのうた」 | 松崎ナオ                 | 編曲                 | アルバム『風の唄』収録曲                                                            |
| 1998年 | 「ココロのオト」 | 松崎ナオ                 | 編曲                 | アルバム『正直な人』収録曲                                                          |
| 1998年 | 「あなたに向かって」 | 松崎ナオ                 | 作曲・編曲           | アルバム『正直な人』収録曲                                                          |
| 1998年 | 「One More Kiss」 | 吉川ひなの               | 作曲・編曲           | 4枚目のシングル                                                                     |
| 1998年 | 「Merci」 「羊飼いの少年へ」 | 猫沢エミ                 | 作曲・編曲           | 5枚目のシングル                                                                     |
| 1998年 | 「Pas de chat」 「ミルクの冠」 「理由なんかない」 「不清らかの海」 「Paradox」 「MARSHMALLOW-WALTZ」 「Jellybeans-Sick」 「BROCKEN SEWING MACHINE」                                                 | 猫沢エミ                 | 編曲                 | アルバム『BROKEN SEWING MACHINE』収録曲                                             |
| 1998年 | 「Shell」 | 猫沢エミ                 | 編曲                 | 6枚目のシングル                                                                     |
| 1998年 | 「恋する人生」 | 猫沢エミ                 | 編曲                 | 6枚目のシングルのカップリング曲                                                     |
| 1998年 | 「I Know You Feel It」 | みとともみ               | 編曲                 | アルバム『愛があふれた日』収録曲                                                    |
| 1998年 | 「歩いてゆこう」 「愛があふれた日」 「とっておきの散歩道」 「Rosie」 | みとともみ               | 作曲・編曲           | アルバム『愛があふれた日』収録曲                                                    |
| 1998年 | 「Goodmorning Mr.paranoid」 「Loveletter」 | kyo                      | 作曲・編曲           | アルバム『ZOO』収録曲                                                               |
| 1998年 | 「Baby.Butterfly(Part2)」 「BLUE」 「door」 「brainRadio」 「the Sun goes down」 | kyo                      | 編曲                 | アルバム『ZOO』収録曲                                                               |
| 1998年 | 「Lazy Trip」 | bice                     | 編曲                 | メジャーデビューEP『bice』収録曲                                                    |
| 1998年 | 「Missing Words」 | bice                     | 共編曲               | 2枚目のシングル「スニーカー」のカップリング曲                                       |
| 1998年 | 「sugar time」 「sweet strawberry toast」 「two match」 | esrevnoc                 | 共編曲               | デビューシングル                                                                    |
| 1998年 | 「自分らしさなんて」 | TOMOVSKY                 | 編曲                 | 6枚目のシングル                                                                     |
| 1999年 | 「Someday」 | hitomi                   | 作曲・編曲           | 13枚目のシングル                                                                    |
| 1999年 | 「WISH」 「MADE TO BE IN LOVE」 | hitomi                   | 編曲                 | 14枚目のシングル「君のとなり」のカップリング曲                                      |
| 1999年 | 「there is...」 | hitomi                   | 編曲                 | 15枚目のシングル                                                                    |
| 1999年 | 「体温」 | hitomi                   | 作曲・編曲           | 16枚目のシングル                                                                    |
| 1999年 | 「L'utero」 「Bird」 「re-make」 | hitomi                   | 作曲・編曲           | アルバム『thermo plastic』収録曲                                                    |
| 1999年 | 「UNDER THE SUN」 | hitomi                   | 編曲                 | アルバム『thermo plastic』収録曲                                                    |
| 1999年 | 「70%-夕暮れのうた」 | CHARA                    | 作曲・編曲           | 19枚目のシングル                                                                    |
| 1999年 | 「bee charmer」 「sweet pop」 「キュッ」 | esrevnoc                 | 共編曲               | 3枚目のシングル                                                                     |
| 1999年 | 「夕凪」 「交差点の置き手紙」 | 松崎ナオ                 | 編曲                 | 14枚目のシングル「電球」のカップリング曲                                            |
| 1999年 | 「もう一人のボク」 | 松崎ナオ                 | 編曲                 | 16枚目のシングル「雨待人模様」のカップリング曲                                      |
| 1999年 | 「反省のうた」 | Something ELse           | 編曲                 | アルバム『502』収録曲                                                               |
| 1999年 | 「Sir.STEPHEN」 「Shampoo」 「I wanna go to America」 「Happy Song」 「K.」 「Shell」 | 猫沢エミ                 | 編曲                 | アルバム『Gyan-Gyan』収録曲                                                         |
| 1999年 | 「Feelin' Groovy」 | Harvest                  | 編曲                 |                                                                                     |
| 1999年 | 「Good Day」 | Harvest                  | 編曲                 | アルバム『Sweets』収録曲                                                            |
| 1999年 | 「gumi」 「夜の向こう側」 「GIMME」 「Junkydance」 | kyo                      | 編曲                 | アルバム『Happy?? Junky!!』収録曲                                                   |
| 1999年 | 「The Girl In The Letters」 | bice                     | 編曲                 | アルバム『GRAND CROSS 1999』収録曲                                                  |
| 2000年 | 「こんなに醜いあたしの顔をみつめないで」 | カゲユトモミ             | 編曲                 | 2枚目のシングル                                                                     |
| 2000年 | 「アイなる賛歌」 「HIME」 | カゲユトモミ             | 編曲                 | アルバム『目に手にアイに誓うもの』収録曲                                            |
| 2000年 | 「LOVE 2000」 | hitomi                   | 編曲                 | 17枚目のシングル                                                                    |
| 2000年 | 「REGRET」 | hitomi                   | 作曲・編曲           | 17枚目のシングルのカップリング曲                                                    |
| 2000年 | 「アイドルを探せ」 「destiny」 | hitomi                   | 編曲                 | 17枚目のシングルのカップリング曲                                                    |
| 2000年 | 「MARIA」 | hitomi                   | 編曲                 | 18枚目のシングル                                                                    |
| 2000年 | 「永遠というカテゴリー」 「OVER THE WORLD」 | hitomi                   | 編曲                 | 18枚目のシングルのカップリング曲                                                    |
| 2000年 | 「キミにKISS」 | hitomi                   | 編曲                 | 19枚目のシングル                                                                    |
| 2000年 | 「PARADISE」 | hitomi                   | 作曲・編曲           | アルバム『LOVE LIFE』収録曲                                                         |
| 2000年 | 「Love me darling」 「FAT FREE」 「キツク愛してよ」 「pray」 | hitomi                   | 作曲                 | アルバム『LOVE LIFE』収録曲                                                         |
| 2000年 | 「MARIA (Album Mix)」 | hitomi                   | 編曲                 | アルバム『LOVE LIFE』収録曲                                                         |
| 2000年 | 「jet lag.」 「weathers」 | hàl                      | 編曲                 | アルバム『低温火傷』収録曲                                                          |
| 2000年 | 「月と甘い涙」 | CHARA                    | 編曲                 | 20枚目のシングル                                                                    |
| 2000年 | 「ねがい」 | ひふみかおり             | 編曲                 | アルバム『shadow play』収録曲                                                       |
| 2000年 | 「PRESENCE」 | ZEPPET STORE             | 共編曲               | アルバム『GOOSEFLESH』収録曲                                                        |
| 2000年 | 「Exit」 | Jenka                    | 編曲                 | 6枚目のシングル                                                                     |
| 2000年 | 「FLOWER」 | キタキマユ               | 編曲                 | 2枚目のシングル                                                                     |
| 2000年 | 「口笛」 | こだまさおり             | 編曲                 | アルバム『ひまわりと泣き虫』収録曲                                                  |
| 2001年 | 「人魚」 「キモチノユクエ」 | hàl                      | 編曲                 | アルバム『ブルー』収録曲                                                            |
| 2001年 | 「悲しみと美」 | CHARA                    | 共作曲・編曲         | 22枚目のシングル「レモンキャンディ」のカップリング曲 / アルバム『マドリガル』収録曲 |
| 2001年 | 「INNER CHILD」 | hitomi                   | 編曲                 | 20枚目のシングル                                                                    |
| 2001年 | 「Fighting Girl」 | hitomi                   | 編曲                 | 20枚目のシングルのカップリング曲                                                    |
| 2001年 | 「IS IT YOU?」 | hitomi                   | 編曲                 | 21枚目のシングル                                                                    |
| 2001年 | 「OPEN MIND」 「WHY?」 | hitomi                   | 編曲                 | 21枚目のシングルのカップリング曲                                                    |
| 2001年 | 「I am」 「innocence」 | hitomi                   | 編曲                 | 22枚目のシングル                                                                    |
| 2001年 | 「BLUE」 「ドライフラワー」 「彼方へ」 | kyo                      | 編曲                 | アルバム『LISTEN!!』収録曲                                                          |
| 2001年 | 「雨は毛布のように -Dosyaburi Version-」 | キリンジ                 | 編曲                 |                                                                                     |
| 2001年 | 「ぽっかりおそら」 | 松崎ナオ                 | 編曲                 | 8枚目のシングル「太陽」のカップリング曲                                             |
| 2001年 | 「救急箱」 「SLOW TRAIN」 | 川村結花                 | 編曲                 | アルバム『farewells』収録曲                                                         |
| 2001年 | 「冷たい世界」 | 大木彩乃                 | 編曲                 | 7枚目のシングル                                                                     |
| 2002年 | 「SAMURAI DRIVE」 | hitomi                   | 編曲                 | 23枚目のシングル                                                                    |
| 2002年 | 「COSMIC WORLD [intro]」 「Ele pop」 「プラスティックタイムマシーン」 「リトルモア」 | hitomi                   | 編曲                 | アルバム『huma-rhythm』収録曲                                                       |
| 2002年 | 「Hi Hi Hi」 | hitomi                   | 作曲・編曲           | アルバム『huma-rhythm』収録曲                                                       |
| 2002年 | 「flow」 「BLADE RUNNER」 | hitomi                   | 編曲                 | 25枚目のシングル                                                                    |
| 2002年 | 「プラスティック タイムマシーン [8・2・1version]」 | hitomi                   | 編曲                 | 25枚目のシングルのカップリング曲                                                    |
| 2002年 | 「CANDY GIRL (SELF PORTRAIT version)」 「In the future (SELF PORTRAIT version)」 | hitomi                   | 編曲                 | アルバム『SELF PORTRAIT』収録曲                                                     |
| 2002年 | 「オレンジ」 | savage genius            | 編曲                 | デビューシングル                                                                    |
| 2002年 | 「ニンギョヒメ」 | 田中理恵                 | 編曲                 | テレビアニメ『ちょびっツ』後期エンディングテーマ                                    |
| 2002年 | 「天使が降りたつまえに」 | 七尾旅人                 | 編曲                 | アルバム『ヘヴンリィ・パンク:アダージョ』収録曲                                     |
| 2002年 | 「心の水」 | CHARA                    | 編曲                 | シングル「初恋」のカップリング曲                                                    |
| 2002年 | 「ボクのスター」 | CHARA                    | 共編曲               | シングル「初恋」のカップリング曲                                                    |
| 2002年 | 「青春とは」 | In the Soup              | 編曲                 | 9枚目のシングル                                                                     |
| 2002年 | 「カーテン」 | In the Soup              | 編曲                 | 9枚目のシングルのカップリング曲                                                     |
| 2002年 | 「It's not easy」 | kayoko                   | 編曲                 | ミニアルバム『It's not easy』表題曲                                                 |
| 2003年 | 「シルエット・ロマンス」 | 石井竜也                 | 編曲                 | 13枚目のシングル「夢の迷い道で」のカップリング曲                                    |
| 2003年 | 「RIVER」 | 石井竜也                 | 編曲                 | 14枚目・15枚目のシングル                                                            |
| 2003年 | 「RIVER 〜remix〜」 | 石井竜也                 | 共編曲               | 14枚目・15枚目のシングル                                                            |
| 2003年 | 「異邦人」 「FRIENDS」 「花MORE 嵐MORE」 | 石井竜也                 | 編曲                 | アルバム『nipops』収録曲                                                            |
| 2003年 | 「星空」 「恋人も濡れる街角」 「人形の家」 | 石井竜也                 | 編曲                 | アルバム『super nipops』収録曲                                                      |
| 2003年 | 「もう一度…」 | I WiSH                   | 編曲                 | デビューシングル「明日への扉」のカップリング曲                                      |
| 2003年 | 「I」 | I WiSH                   | 編曲                 | アルバム『伝えたい言葉 〜涙のおちる場所〜』収録曲                                   |
| 2003年 | 「tonight/midnight」 | チコチェアー             | 編曲                 | メジャーデビューシングル。テレビアニメ『E'S OTHERWISE』エンディングテーマ           |
| 2003年 | 「bambi」 | チコチェアー             | 編曲                 | アルバム『ハチミツダーリン』収録曲                                                  |
| 2003年 | 「Inside out」 「あたりまえのこと」 | kayoko                   | 編曲                 | アルバム『我儘』収録曲                                                              |
| 2003年 | 「深い霧の中で」 | cune                     | 共編曲               | シングル「カノン」のカップリング曲                                                  |
| 2003年 | 「Butterfly」 | wyolica                  | 編曲                 | アルバム『fruits & roots』収録曲                                                    |
| 2004年 | 「未来〜まだ見ぬ時代よ〜」 | 石井竜也                 | 編曲                 | 17枚目のシングル                                                                    |
| 2004年 | 「Great Mother」 「モンスーン」 「キャッシー」 「Beautiful View」 「コーヒー」 | AMADORI                  | 編曲                 | ミニアルバム『Five Kisses』収録曲                                                   |
| 2004年 | 「Steady」 | hitomi                   | 編曲                 | 26枚目のシングル「ヒカリ」のカップリング曲                                          |
| 2004年 | 「心の旅人」 | hitomi                   | 編曲                 | 27枚目のシングル                                                                    |
| 2004年 | 「Comodón Johnson」 「風の伝言」 | hitomi                   | 編曲                 | アルバム『TRAVELER』収録曲                                                          |
| 2004年 | 「スパークル」 | wyolica                  | 編曲                 | アルバム『wyolica Best Collection 1999-2004 〜ALL THE THINGS YOU ARE〜』収録曲      |
| 2004年 | 「君がいる家」 「満月」 | BREATH                   | 編曲                 | アルバム『Jukebox』収録曲                                                           |
| 2004年 | 「月灯り」 「Chu♡In COME」 | MOLMOTT+s                | 共編曲               |                                                                                     |
| 2004年 | 「Mono phone」 「to myself」 「Portrait」 「Freeeee!!!!!」 「ドライフラワー」 「美しい人」 「平凡」                                                                                                 | 市川喜康                 | 編曲                 | アルバム『虹色シアター』収録曲                                                      |
| 2004年 | 「タイムマシーンについて」 | メレンゲ                 | 共編曲               | アルバム『初恋サンセット』収録曲                                                    |
| 2005年 | 「いつか…」 | 清木場俊介               | 編曲                 | デビューシングル                                                                    |
| 2005年 | 「時の行方〜序・春の空〜」 | 森山直太朗               | 編曲                 | 7枚目のシングル                                                                     |
| 2005年 | 「風のララバイ」 | 森山直太朗               | 編曲                 | 7枚目のシングルのカップリング曲                                                     |
| 2005年 | 「森の人」 | 森山直太朗               | 編曲                 | DVD『森の人』収録曲                                                                 |
| 2005年 | 「小さな恋の夕間暮れ」 | 森山直太朗               | 編曲                 | 8枚目のシングル                                                                     |
| 2005年 | 「セツナ」 | 森山直太朗               | 編曲                 | 8枚目のシングルのカップリング曲                                                     |
| 2005年 | 「風花」 | 森山直太朗               | 編曲                 | 9枚目のシングル                                                                     |
| 2005年 | 「君とパスタの日々」 | 森山直太朗               | 編曲                 | 9枚目のシングルのカップリング曲                                                     |
| 2005年 | 「夏の幻」 | I WiSH                   | 編曲                 | アルバム『WISH』収録曲                                                              |
| 2005年 | 「True Colors」 「Sweet Memories」 「パレードしようよ」 | speena                   | 編曲                 | アルバム『candy lovely music!! 〜胸のボタンがはじけて〜』収録曲                     |
| 2005年 | 「シロップロンド」 「キャンディ」 | speena                   | 編曲                 | 10枚目のシングル「キラキラデイズ」のカップリング曲                                  |
| 2005年 | 「viva! romantic」 「dear my mama」 「水と甘い花」 「バタークリーム」 「singin' swimmin' sweet」 | speena                   | 編曲                 | アルバム『シュガームーン＊シャンゼリゼ』収録曲                                      |
| 2005年 | 「Japanese girl」 | hitomi                   | 編曲                 | 28枚目のシングル                                                                    |
| 2005年 | 「Venus」 | hitomi                   | 編曲                 | 28枚目のシングル のカップリング曲                                                   |
| 2005年 | 「Love Angel」 | hitomi                   | 編曲                 | 29枚目のシングル                                                                    |
| 2005年 | 「"Escape"」 | hitomi                   | 共作曲・編曲         | 29枚目のシングル のカップリング曲                                                   |
| 2005年 | 「SAMURAI DRIVE (LOVE LIFE Version 2005)」 | hitomi                   | 編曲                 | 29枚目のシングル のカップリング曲                                                   |
| 2005年 | 「CRA"G"Y☆MAMA」 | hitomi                   | 編曲                 | 30枚目のシングル                                                                    |
| 2005年 | 「タイムオーバー」 | hitomi                   | 編曲                 | 30枚目のシングルのカップリング曲                                                    |
| 2005年 | 「夕顔」 | cune                     | 編曲                 | アルバム『BEST 1999-2004』収録曲                                                    |
| 2005年 | 「オメデトウ」 | THC!!                    | サウンドプロデュース | アルバム『TIME HAS COME!!』収録曲                                                   |
| 2005年 | 「Re:START」 | surface                  | 共編曲               | 17枚目のシングル                                                                    |
| 2005年 | 「airy」 | surface                  | 共編曲               | 17枚目のシングルのカップリング曲                                                    |
| 2006年 | 「VENUS JOURNEY」 「GO AWAY BOY」 | 町本絵里                 | 編曲                 | デビューシングル                                                                    |
| 2006年 | 「WANGAN DRIVE」 | 町本絵里                 | 作曲・編曲           | デビューシングルのカップリング曲                                                    |
| 2006年 | 「あなたがいた森」 | 樹海                     | 共編曲               | デビューシングル。テレビアニメ『Fate/stay night』エンディングテーマ                 |
| 2006年 | 「SAKURA difference」 | 樹海                     | 共編曲               | デビューシングルのカップリング曲                                                    |
| 2006年 | 「恋人同士」 | 樹海                     | 共編曲               | 2枚目のシングル。テレビアニメ『ああっ女神さまっ それぞれの翼』エンディング・テーマ  |
| 2006年 | 「ホシアカリ」 | 樹海                     | 共編曲               | 3枚目のシングル。テレビアニメ『武装錬金』エンディング・テーマ                       |
| 2006年 | 「...because I love You.」 | 樹海                     | 共編曲               | 3枚目のシングルのカップリング曲                                                     |
| 2006年 | 「追い風」 「今宵、アナタイロ。」 「モノクローム」 | 樹海                     | 共編曲               | アルバム『Wild flower』収録曲                                                       |
| 2006年 | 「GO MY WAY」 | hitomi                   | 編曲                 | 31枚目のシングル                                                                    |
| 2006年 | 「LOST emotion in DARKNESS」 | hitomi                   | 編曲                 | 31枚目のシングルのカップリング曲                                                    |
| 2006年 | 「アイ ノ コトバ」 | hitomi                   | 編曲                 | 32枚目のシングル                                                                    |
| 2006年 | 「ありったけの愛」 | hitomi                   | 編曲                 | 32枚目のシングルのカップリング曲                                                    |
| 2006年 | 「Loveholic」 「Day-O」 | hitomi                   | 作曲・編曲           | アルバム『LOVE CONCENT』収録曲                                                      |
| 2006年 | 「change yourself」 「LOVE CONCENT」 「so you」 | hitomi                   | 編曲                 | アルバム『LOVE CONCENT』収録曲                                                      |
| 2006年 | 「ボクのところへ」 | ストロボ                 | 編曲                 | デビューシングル                                                                    |
| 2006年 | 「古ぼけたコーヒーカップとバナナジュース」 | ストロボ                 | 編曲                 | 2枚目のシングル「追い風」のカップリング曲                                           |
| 2006年 | 「Sweet heart of moon」 「ユートピア」 | Good Dog Happy Men       | 共編曲               | アルバム『Most beautiful in the world』収録曲                                       |
| 2007年 | 「ベッドルームストーリー」 「ジュエルボックス」 「チークトゥチーク」 「ラブハンドクラップス」 「ムーンライトモンスター」 「Hello,hi!」 「ガールフレンド」 「ダンシングドール」                      | speena                   | 共編曲               | アルバム『ninnananna』収録曲                                                        |
| 2007年 | 「ハルカ」 「すみれの花の咲く頃に」 「Beddie Bye」 「ひと雫」 | 町本絵里                 | 作曲・編曲           | ミニアルバム『WORLD BEAUTY』収録曲                                                  |
| 2007年 | 「Back」 | CHARA                    | 編曲                 | アルバム『UNION』収録曲                                                             |
| 2007年 | 「アリの夢」 「Happy Song」 | タイナカサチ             | 編曲                 | アルバム『Dear...』収録曲                                                           |
| 2007年 | 「ラブレター」 | ストロボ                 | 編曲                 | 3枚目のシングル                                                                     |
| 2007年 | 「キラキラ」 | ストロボ                 | 編曲                 | 4枚目のシングル「夏の少年」のカップリング曲                                         |
| 2007年 | 「夜になれば」 | ザ・ルーズドッグス       | 共編曲               | 5枚目のシングル。テレビアニメ『メジャー』第3期後半エンディングテーマ                |
| 2007年 | 「サバイブ」 | ザ・ルーズドッグス       | 共編曲               | 5枚目のシングルのカップリング曲                                                     |
| 2007年 | 「奏愛～かなであい～」 | ザ・ルーズドッグス       | 共編曲               | 6枚目のシングル。                                                                   |
| 2007年 | 「Mr. ミラクルマン」 | ザ・ルーズドッグス       | 共編曲               | 6枚目のシングル。テレビアニメ『怒りオヤジ3』エンディングテーマ                      |
| 2007年 | 「KISS&CRY」 「ココロ銀河」 「夏だより」 | 渡辺美里                 | 編曲                 | アルバム『ココロ銀河』収録曲                                                        |
| 2007年 | 「LIBERTY」 | Salyu                    | 編曲                 | 9枚目のシングル                                                                     |
| 2007年 | 「SWEET PAIN」 | Salyu                    | 作曲・編曲           | 9枚目のシングルのカップリング曲                                                     |
| 2007年 | 「iris ～しあわせの箱～」 | Salyu                    | 編曲                 | 10枚目のシングル                                                                    |
| 2007年 | 「WHEREABOUTS ～for Anthony～」 「River」 | Salyu                    | 編曲                 | 11枚目のシングルのカップリング曲                                                    |
| 2008年 | 「そらにうたう」 「Star blues」 | SPLAY                    | 共編曲               | アルバム『AFTER THE MELODY ENDS』収録曲                                             |
| 2008年 | 「花は桜 君は美し」 | いきものがかり           | 編曲                 | 8枚目のシングル                                                                     |
| 2008年 | 「僕はここにいる」 「プギウギ」 | いきものがかり           | 編曲                 | アルバム『My song Your song』収録曲                                                 |
| 2008年 | 「yes」 | 渡辺美里                 | 編曲                 | 50枚目のシングル。テレビドラマ『愛の劇場 三代目のヨメ!』主題歌                      |
| 2008年 | 「ONE DAY」 | ザ・ルーズドッグス       | 共編曲               | 7枚目のシングル。テレビアニメ『メジャー』第4期前半エンディングテーマ                |
| 2008年 | 「雨のち虹色 feat. 大黒摩季」 | ザ・ルーズドッグス       | 共編曲               | アルバム『Life size』収録曲。テレビアニメ『メジャー』第4期後半エンディングテーマ    |
| 2008年 | 「GO MY WAY」 | ザ・ルーズドッグス       | 共編曲               | アルバム『Life size』収録曲。                                                       |
| 2008年 | 「88」 | LM.C                     | 共編曲               | 8枚目のシングル。テレビアニメ『家庭教師ヒットマンREBORN!』オープニングテーマ        |
| 2008年 | 「here」 | BOO BEE BENZ             | 共編曲               | スプリット・シングル「A SIDE SPLIT Vol.2 〜water field〜」収録曲                    |
| 2008年 | 「Tomorrow」 | CHARA                    | 編曲                 | ミニアルバム『Kiss』収録曲                                                          |
| 2009年 | 「カザミドリ」 | 坂本真綾                 | 編曲                 | アルバム『かぜよみ』収録曲                                                          |
| 2009年 | 「あなたをもっと好きになる feat. コヤマユウ」 | ナイス橋本               | 共編曲               | 3枚目のシングル                                                                     |
| 2009年 | 「渡せなかったプレゼント」 | ナイス橋本               | 編曲                 | アルバム『NICE NICE NICE』収録曲                                                    |
| 2009年 | 「under the bed」 「ハルカナセカイ」 | IKU                      | 編曲                 | アルバム『ユアウエア』収録曲                                                        |
| 2009年 | 「さよならペペロンチーノ」 「東京タワーにのぼって」 「エレベーターワールド」 | 坊っちゃん               | 編曲                 | アルバム『東京タワーにのぼって』収録曲                                              |
| 2009年 | 「言えない「スキ」」 | 新垣結衣                 | 編曲                 | 4枚目のシングル「うつし絵」のカップリング曲                                         |
| 2009年 | 「MEMORY」 | hitomi                   | 編曲                 | アルバム『LOVE LIFE 2』収録曲                                                       |
| 2009年 | 「EXTENSION」 | Salyu                    | 編曲                 | 12枚目のシングル                                                                    |
| 2009年 | 「光」 | 熊木杏里                 | 作曲・編曲           | アルバム『はなよりほかに』収録曲                                                    |
| 2009年 | 「ミスターロンリー」 | CHARA                    | 編曲                 | アルバム『CAROL』収録曲                                                             |
| 2009年 | 「days」 「memory」 | タイナカサチ             | 編曲                 | アルバム『Mariage -tribute to Fate-』収録曲                                         |
| 2010年 | 「cruise」 「VOYAGE CALL」 | Salyu                    | 編曲                 | アルバム『MAIDEN VOYAGE』収録曲                                                     |
| 2010年 | 「IN YOUR EYES (PLAN-B)」 「LOVE LETTER (PLAN-B)」 「NATALIE (PLAN-B)」 「イケナイコトカイ (PLAN-B)」 「YOU (PLAN-B)」                                                                              | MEG                      | 編曲                 | アルバム『BEST FLIGHT』収録曲                                                       |
| 2010年 | 「小さな恋のうた」 | 倖田來未                 | 編曲                 | アルバム『ETERNITY〜Love & Songs〜』収録曲                                          |
| 2010年 | 「虹の向こう側」 | ユンナ                   | 編曲                 | アルバム『ひとつ空の下』収録曲                                                      |
| 2011年 | 「秘密」 | 坂本真綾                 | 編曲                 | アルバム『You can't catch me』収録曲                                                |
| 2011年 | 「恋心」 | 渡辺美里                 | 編曲                 | アルバム『Serendipity』収録曲                                                       |
| 2011年 | 「フツウっていう幸せ」 | 初音                     | 編曲                 | アルバム『音紡ぎ』収録曲                                                            |
| 2012年 | 「3sec.」 | NIKIIE                   | 編曲                 | アルバム『hachimitsu e.p.』収録曲                                                   |
| 2012年 | 「Running Bird」 「harmonic harmonist」 | NIKIIE                   | 編曲                 | アルバム『CHROMATOGRAPHY』収録曲                                                    |
| 2012年 | 「中村」 「青色深呼吸」 「Good night, morning」 「先生、僕は」 「もみじ」 「みんなのルール」 「めくり忘れたカレンダー」 「ホッとする。」 「心はマナーモード」 「ぐるぐる巻きのマフラー」 「高崎線」 | 坊っちゃん               | 共編曲               | アルバム『高崎線に乗って』収録曲                                                    |
| 2012年 | 「プラネット」 | CHARA                    | 編曲                 | 36枚目のシングル                                                                    |
| 2012年 | 「奏」 「レイニー ブルー」 「はつ恋」 「クリスマスキャロルの頃には」 | John-Hoon                | 編曲                 | アルバム『VOICE 2』収録曲                                                           |
| 2013年 | 「Daydream」 | John-Hoon                | 編曲                 | 11枚目のシングル「二人記念日」のカップリング曲                                      |
| 2013年 | 「今宵の月のように」 | 倖田來未                 | 編曲                 | アルバム『Color the Cover』収録曲                                                   |
| 2013年 | 「サンシャイン」 「ニコラ」 「Ask.」 「なりたい」 「僕の半分」 | 坂本真綾                 | 編曲                 | アルバム『シンガーソングライター』収録曲                                            |
| 2014年 | 「スパム」 | 指田フミヤ               | 編曲                 | 5枚目のシングル「hello」のカップリング曲                                            |
| 2015年 | 「FOLLOW ME」 「ロードムービー」 | 坂本真綾                 | 編曲                 | アルバム『FOLLOW ME UP』収録曲                                                      |
| 2017年 | 「手をつなごう」 | 久我陽子                 | 編曲                 | 4枚目のシングル「月になる」のカップリング曲                                         |
| 2018年 | 「ハロー、ハロー」 | 坂本真綾                 | 編曲                 | 28枚目のシングル                                                                    |
| 2018年 | 「アイナノ」 | eyes                     | 編曲                 | シングル「Chocolate Love」のカップリング曲                                          |
| 2018年 | 「小説家」 「ドッペルゲンガー」 「僕は知らなかった」 | 橋爪もも                 | 編曲                 | アルバム『夜道』収録曲                                                              |
| 2019年 | 「内包された女の子」 「リセット」 「夢現」 「公然の秘密」 「ヒーロー」 | 橋爪もも                 | 編曲                 | アルバム『本音とは醜くも尊い』収録曲                                                |
| 2019年 | 「LOVE 2020」 | hitomi                   | 編曲                 |                                                                                     |
| 2019年 | 「FLY MY WAY」 | 鈴木瑛美子               | 編曲                 | デビューシングル                                                                    |
| 2019年 | 「Hidden Notes」 | 坂本真綾                 | 編曲                 | アルバム『今日だけの音楽』収録曲                                                    |
| 2020年 | 「Back Home」 | 鈴木瑛美子               | 編曲                 | EP『After All』収録曲                                                               |
| 2022年 | 「Tell me」 「未来」 「重愛罪」 | 鈴木瑛美子               | 編曲                 | アルバム『5 senses』収録曲                                                          |